# Sylveline Bourion
Pour les articles homonymes, voir Bourion.
Sylveline Bourion est une écrivaine et professeure de musicologie française et canadienne , connue pour ses recherches sur Debussy et ses publications litteraires.

## Biographie
D'origine française, Sylveline Bourion est née à Besançon. En 2003, ses recherches sur les duplications des phrases musicales dans les œuvres de Claude Debussy attirent l'attention de Jean-Jacques Nattiez. Le résultat de son travail est publié en 2011. Décrivant ses conclusions en utilisant la métaphore militaire de la phalange, elle constate que chez ce compositeur 70% du matériel sonore est dupliqué, c'est-à-dire que Debussy « double systématiquement chaque phrase mélodique ». Le musicologue d'origine italienne Frederico Lazarro, spécialiste de l'histoire culturelle de la musique, perçoit ses travaux comme une réactualisation et un approfondissement de ceux menés par Nicolas Ruwett en 1962 sur Claude Debussy. Durant son doctorat, Sylveline Bourion rédige également des articles académiques dans la revue Circuit : Musiques contemporaines au sujet de différents compositeurs dont le canadien Yves Daoust et publie des nouvelles et des critiques dans les cahiers littéraires de la revue d'éducation populaire Contre-jour ou la revue musicale OICRM sur les ouvrages de musicologie,.
Diplômée, elle enseigne à partir de 2014, l'analyse musicale à la Faculté de musique de l'Université de Montréal.  Elle a diversifié son champ de recherche qui inclut d'autres compositeurs utilisant la répétition et la duplication (dont Bach et Bartók), la musique concrète, mais aussi les liens entre musique et littérature.
Son essai La Voie romaine remporte le Prix du Gouverneur général : études et essais de langue française en 2022. Cet essai autobiographie lui permet d'apparaître dans les médias destinés au grand public. On y apprend qu'elle a su écrire avant de savoir parler. En 2024, son essai sur le langage tonal est retenu, par son éditeur, parmi les livres en lice pour le prix du livre de France Musique, sans être sélectionné parmi les finalistes.

## Prix et nominations
- 2022 - Prix littéraire du Gouverneur général du Canada, études et essais, pour son autobiographie La Voie romaine[1],[14],[18], prix remis par le Conseil des arts du Canada[18].

## Publications
- Analyser le langage tonal, Librairie philosophique Vrin, coll. « MusicologieS », 2023 (ISBN 978-2-7116-3047-9, présentation en ligne)
- La Voie romaine, Éditions du Boréal , 2022, 192 p. (ISBN 9782764626870, présentation en ligne)
- Le style de Claude Debussy: duplication, répétition et dualité dans les stratégies de composition, Vrin, coll. « Musicologies », 2011 (ISBN 978-2-7116-2370-9)

### Articles liés
- Duplication (musique) (en)
- Musique impressionniste
- Musique acousmatique